# Stephanoxis
Stephanoxis – rodzaj ptaków z podrodziny kolibrów (Trochilinae) w rodzinie kolibrowatych (Trochilidae).

## Zasięg występowania
Rodzaj obejmuje gatunki występujące we wschodniej Ameryce Południowej (Brazylia, Paragwaj i Argentyna).

## Morfologia
Długość ciała 8,5–9,5 cm; masa ciała samców 3–3,7 g, samic 2,2 g.

## Systematyka

### Etymologia
- Cephallepis (Cephalolepis): gr. κεφαλη kephalē „głowa”; λεπις lepis, λεπιδος lepidos „łuska”, od λεπω lepō „łuszczyć się”[6]. Trochilus lalandi Vieillot, 1818.
- Stephanoxis: gr. στεφανος stephanos „korona”, od στεφανοω stephanoō „koronować”; οξυς oxus, οξεια oxeia „spiczasty”[7]. Nowa nazwa dla Cephallepis Loddiges, 1831

### Podział systematyczny
Do rodzaju należą następujące gatunki:
- Stephanoxis lalandi (Vieillot, 1818) – strojniś czubaty
- Stephanoxis loddigesii (Gould, 1831) – strojniś fioletowy – takson wyodrębniony ostatnio z S. lalandi[9]